# Red Raider Rampart
Il Red Raider Rampart (in lingua inglese: bastione dei Red Raider) è una frastagliata parete antartica di ghiaccio e roccia, situata proprio alla congiunzione tra i ghiacciai Gatlin e McGregor, nei Monti della Regina Maud, in Antartide. 
La denominazione è stata assegnata dalla Texas Tech Shackleton Glacier Expedition (1962–63), la spedizione antartica della Texas Tech University al Ghiacciaio Shackleton, in onore del corpo studentesco di quell'Università (allora conosciuta come Texas Technological College), in quanto Red Raider è il nome della squadra di atletica dell'Università, nonché il soprannome con cui si identificano i suoi iscritti.